# Mesochorus furvus
Mesochorus furvus är en stekelart som beskrevs av Dasch 1974. Mesochorus furvus ingår i släktet Mesochorus och familjen brokparasitsteklar. Inga underarter finns listade i Catalogue of Life.